# Милован Чирич
Милован Чирич (сербохорв. Milovan Ćirić; 12 лютого 1918, Белград — 14 жовтня 1986) — югославський футболіст, що грав на позиції півзахисника. По завершенні ігрової кар'єри — тренер. Працював з низкою клубних команд, а також очолював збірні СФРЮ, Ізраїлю та Індії.
Виступав, зокрема, за клуби «Црвена Звезда» та «Партизан».
Володар Кубка Югославії. Дворазовий чемпіон Югославії (як тренер).

## Клубна кар'єра
Грав у складі команди «Югославія» (Белград). У чемпіонаті Югославії в 1938—1940 роках зіграв за команду 26 матчів. Володар Зимового кубка Югославії 1939 року.
З 1946 року виступав за команду клубу «Црвена Звезда», в якій провів один сезон.
Своєю грою за цю команду привернув увагу представників тренерського штабу клубу «Партизан», до складу якого приєднався 1947 року. Відіграв за белградську команду наступний сезон ігрової кар'єри.
Завершив кар'єру у клубі ОФК (Белград).

## Кар'єра тренера
Розпочав тренерську кар'єру, повернувшись до футболу після тривалої перерви, 1948 року тренером молодіжної команди клубу «Партизан».
1951 року очолив команду «ОФК» (Белград), а вже 1953 року став головним тренером команди «Партизан», тренував белградську команду один рік.
Згодом протягом 1954 року очолював тренерський штаб збірної СФРЮ. Того ж року прийняв пропозицію попрацювати у клубі «Црвена Звезда». Залишив белградську команду 1957 року.
Протягом одного року, починаючи з 1956, був головним тренером олімпійської збірної СФРЮ. 1957 року був запрошений керівництвом «Лаціо» очолити його команду, з якою пропрацював до 1958 року.
З 1959 і по 1961 рік очолював тренерський штаб команди «Хайдук» (Спліт). 1964 року знову повертався до «Хайдука», попередньо провівши два сезони в белградському «ОФК».
Згодом протягом 1965—1968 років очолював тренерський штаб збірної Ізраїлю.
1969 року прийняв пропозицію попрацювати у клубі «Бешикташ». Залишив стамбульську команду 1970 року.
Протягом одного року, починаючи з 1970, був головним тренером грецького «Аріса». 1973 року був знову запрошений попрацювати зі збірною СФРЮ, з якою цього разу пропрацював до 1974 року.
З 1974 і по 1975 рік очолював тренерський штаб «Валенсії». 1975 року став головним тренером команди «Црвена Звезда», тренував белградську команду один рік.
Згодом протягом 1977 року удруге очолював тренерський штаб клубу «Бешикташ».
1977 року прийняв пропозицію попрацювати у клубі «Аріс». Залишив клуб з Салонік 1978 року.
Останнім місцем тренерської роботи була збірна Індії, головним тренером якої Милован Чирич був з 1984 по 1985 рік.

## Досягнення

### Як гравця
- Володар кубка Югославії:

«Югославія»:1939
«Партизан»: 1947

### Як тренера
- Чемпіон Югославії:

«Црвена Звезда»: 1955–1956, 1956–1957
- Срібний олімпійський призер: 1956
- Бронзовий призер Кубка Азії: 1968